# Паралихтод
Паралихтод, или перцовая камбала (лат. Paralichthodes algoensis), — вид лучепёрых рыб, единственный представитель одноимённого рода (Paralichthodes) и семейства паралихтодовых (Paralichthodidae) отряда камбалообразных. Распространены в юго-восточной части Атлантического океана и западной части Индийского океана. Морские донные рыбы. Максимальная длина тела 50 см.

## Классификация
Классификация рода Paralichthodes неоднократно пересматривалась. Он помещался в подсемейства Pleuronectinae  и Samarinae или в отдельное подсемейство Paralichthodinae. В четвёртом издании Рыбы Мировой фауны выделен Джозефом Нельсоном в собственное семейство паралихтодовых, что подтверждено морфологическими и генетическими исследованиями.

## Описание
Тело удлинённое, овальной формы, сильно сжато с боков, покрыто чешуёй на обеих сторонах. Рот конечный. Мелкие зубы на обеих челюстях расположены узкими полосами; размеры и форма зубов сходные на обеих челюстях. Нет зубов на надчелюстной и нёбной костях. Глаза расположены на правой стороне тела. В плавниках нет колючих лучей. Спинной плавник с 67—74 лучами, начинается перед глазами на слепой стороне рыла и тянется до хвостового стебля. В длинном анальном плавнике 47—54 лучей. В грудных плавниках 11—13 лучей. Позвонков 30—31. Боковая линия полная, делает заметный изгиб над грудными плавниками. Глазная сторона серо-коричневая с тёмными пятнами. Слепая сторона белая.
Максимальная длина тела 50 см.

## Ареал и места обитания
Распространены в юго-восточной части Атлантического океана и юго-западной части Индийского океана от города Мосселбай (ЮАР) до бухты Мапуту (Мозамбикский пролив). Площадь ареала оценивается в 54074 км². Морские донные рыбы. Обитают в субтропических прибрежных водах над илистыми и песчаными грунтами на глубине от 1 до 100 м.